# VOICE愛
『VOICE de GO!』（ボイスでゴー!）は、2023年4月12日からRSK山陽放送（RSKテレビ、2019年3月31日までは山陽放送）で放送されている瀬戸内ローカルの情報番組。
本項目は、前身番組として1989年4月4日から2013年にかけて放送された『VOICE21』（ヴォイスにじゅういち）、2015年10月28日から2023年3月15日まで放送された後続番組『VOICE愛』（ヴォイスラブ）についても記載する。

## 番組概要
- 1986年4月に放送開始した「RSK特集」をリニューアルする形で、1989年4月に番組がスタートした。
- 番組開始当初は、「瀬戸大橋開通後の岡山・香川の将来像を探る」を番組のテーマとして、前年（1988年）に開通した瀬戸大橋によって地域の一体感が増した岡山・香川地区の識者などを招いてスタジオで議論したり、海外取材の回もありと、『RSK特集』を継承した硬派な報道番組であった[1][2]。その後、放送開始3年目から岡山・香川地区を中心とした街・旅・食などを取り上げる情報番組へシフトしていき、現在の放送形態となった。この番組は放送開始当初から一貫して「人」を主役とした番組作りを心がけている。この番組の成功後、RSK山陽放送以外の岡山・香川地区の民放テレビ局でも当番組とほぼ同様のコンセプトの自社制作番組が制作されることとなった。
- 2012年3月まで放送された同番組の時間帯はローカルセールス枠（TBSテレビでは2012年4月期より『まさかのホントバラエティー イカさまタコさま』が放送されていた）であり、同時間帯を自社ローカル番組に差し替えている局の番組では、静岡放送（SBS）の「静岡発そこ知り」、南日本放送（MBC）の「どーんと鹿児島」に次ぐ長寿番組であった。
  - なお、差し替えられたレギュラー番組については2時間特番における20時からの1時間短縮版を除いて遅れネットで放送（定期・不定期含む）された番組、されなかった番組分かれているが（各番組個別に参照のこと）、直近では『時短生活ガイドSHOW』を最後にRSKでの放送は無い。また、通常20:00から放送されている番組（2011年10月期現在『世紀のワイドショー!ザ・今夜はヒストリー』）の2時間スペシャルにおいても、改編期でない限りは1時間短縮版の方を放送している。これは、現在水曜19時枠で放送されている『メッセージ』でも同様の措置が取られている。
  - 改編期の特番や年末年始時におけるネットワークセールスの特番、TBS制作のプロ野球中継（同じくネットワークセールス）、JNN報道特別番組編成時においては番組休止となる。
  - 2012年4月以降放送されている日曜13時枠もローカルセールス枠であり、TBSテレビではかつてはRSK山陽放送でも同時ネットしていた『噂の!東京マガジン』が放送されている。第4週以外の週は主に水曜19時枠でTBSテレビが放送している『イカさまタコさま』の不定期放送か、TBS系列バラエティ特番の遅れネットないしは再放送、自社制作の特番に充てられている。
- 現在の番組は、全編ロケで行われている。2011年4月現在のレポーターは同局の奥富亮子と荻田幸稔で、ナレーションも兼任している。2009年7月 - 2011年3月の間は中尾俊直（RSK山陽放送アナウンサー、かつては同番組の制作スタッフとして参加していた）がナレーションを担当していた。
  - 特に地元岡山県岡山市出身の奥富は岡山弁を様々な場面で用いており、エリア他局の同種番組とは毛色が違う雰囲気を出している（5代目の宮武は香川県三豊市出身で香川県内を訪れた時に讃岐弁をしゃべる場面があった）。
  - ちなみに岡山・香川以外にも高速道路が日本海から太平洋に繋がってからは山陰や高知へ出かけることが最も多く、次いで広島や関西方面、果ては韓国やエジプトといった海外も訪れることがある。
- 年に2回ほど高松三越（かつては倉敷三越（現在の天満屋倉敷店）でも）とのコラボ企画として番組で紹介した食べ物屋やスイーツ店を出店したイベントを開催している。
- 番組視聴率は安定していて、10%以上となる回も多く、最高視聴率は25.7%（1996年6月放送の「丸得ランチ大行進!」）である。
- 同放送枠は不定期で単発特集枠となっている。2005年までは年に1 - 2回「VOICE21緊急特集」と題して報道特番を放送していたが、2007年以降は「VOICE21スペシャル」として報道特番以外にも自社制作のドキュメンタリー放送枠としてドキュメンタリーも放送している（2006年の放送はなし）。なお、同特集は当番組の放送回数にはカウントしない。
  - 「VOICE21緊急特集」の時代には「緊急特集」の名前どおり生放送で行われた回もあったが、2007年9月20日に同年10月から本格運用される緊急地震速報についてや地震に関した特集が生放送で行なわれた以降は、生放送での放送はない。
  - 直近に放送された「VOICE21スペシャル」は、2011年5月11日放送の「大地震・大津波から2ヶ月… 岡山・香川の危険度は?」（報道特番）であった。進行役は自然災害をテーマにしているためか、気象予報士の資格を持つ高畑誠が担当した。
  - 『VOICE21スペシャル』については『映像列島・Jコレクション』の番組枠で放送される場合があり、この場合にはRSK以外に同番組を放送する系列局でも放送されることになる。
  - なお、この形式のノウハウは後続の『RSK地域スペシャル メッセージ』に引き継がれている。
- 毎年元日（2010年は1月2日）夕方に新、春スペシャルとして2時間（2010年は900回記念として2部構成で2時間9分）放送されていた。このスペシャルでは歴代キャスター以外のRSKアナウンサーも出演している。2008年のスペシャルは趣向を変えてアナウンサーがほぼ全員集合した。『VOICE愛』と改題して以降も2016年からは元日にお正月スペシャルを放送。
  - 2013年末からは実質休止状態だったため2014年は『国司憲一郎のリンだRiNだ』、2015年は『恋するスマホ女子部』のお正月スペシャルが放送された。
- 2008年、RSK山陽放送が開局55周年にあわせ6月2日（1日深夜） 2:45 - 3:45に『こんな遅くまで起きてもワンセグ独立放送を見てくれてありがとうスペシャル・VOICE21）』をワンセグ放送限定で放送された（通常の地上デジタルおよびアナログ放送ではオールナイトウェザーを放送）。
- 2010年度からRSK山陽放送は本番組を青少年向け推奨番組に指定している。
- 2012年4月から、本放送が放送されている水曜19時台に自社制作ドキュメンタリー番組『RSK地域スペシャル メッセージ』が放送されるため、水曜19時台での放送は2012年3月14日放送分をもって終了し、2012年4月からは毎月1回（第4日曜日 13:00 - 13:55）の放送に変更された[3]。
- 2006年12月 - 2012年3月までは、地上デジタル放送では番組連動データ放送を実施していた。
- 編成や取材スケジュールの都合で番組が休止になる場合は代替編成扱いで『生き物にサンキュー』→『東大王』の同時ネットになる場合もある。
  - 2019年11月27日放送予定分が前日まで予告もあり新聞テレビ欄でも記載されていたが予告なく休止となり、急遽『東大王』の臨時同時ネットに変更された[4]。理由は不明。
- 2022年4月放送分から、「TVer」の見逃し配信を開始した。本番組終了後翌木曜更新で、配信期間は次回放送日まで。

## 放送時間

### VOICE de GO!
- 本放送：毎週水曜 19:00 - 20:00（2023年4月12日 -）
- 再放送：毎週水曜 1:25 - 2:25（火曜深夜）
  - 以前は土曜 16:00 - 17:00にも再放送を行っていた。
  - 前述の「TVer」の見逃し配信も、引き続き行われている。
  - アナウンサーは前番組からの続投で、宮武将吾と岡田美奈子が担当。
  - 以前は月2回ペースの放送だったが、2024年7月から毎週水曜日放送に切り替わった。
  - 水曜19:00 - 21:54の時間はローカルセールス放送（TBSテレビなど一部地域は『世界くらべてみたら』『ワールド極限ミステリー』『東大王』などを放送）であり、本番組放送終了後、20:00からは、上記TBSの水曜バラエティの2時間短縮版の振替放送[5]。
  - 毎月最終水曜は『RSK地域スペシャルメッセージ』をつなげて放送しているため[6]、前番組『VOICE愛』前々番組『国司憲一郎のリンだRiNだ』同様、RSKローカル情報番組2時間放送は継続している。ただし『SASUKE』シリーズ『密着警察24時』シリーズなどの特殊企画番組、『世界陸上』などスポーツ中継などがある場合は休止する。

### VOICE愛 時代
- 本放送：毎週水曜 19:00 - 20:00（2018年4月より、2018年3月まで19:00 - 19:56、2017年3月までは19:56 - 20:56）
- 再放送：毎週水曜 0:55 - 1:55（火曜深夜）
  - 水曜日に放送されるのは2012年3月に水曜日での放送を終了し、同年4月から月1回の日曜日での放送となって以来、3年半ぶりのことである。
  - 『水トク!』3時間拡大放送がある場合は、19:00に代替番組を放送[7]して、このままレギュラー放送。もしくは、当番組または『地域スペシャルメッセージ』を2時間拡大して放送する。また、21:00からの特別番組編成などで『水トク!』が19:00からの放送になった場合は、当番組も19:00から放送する[8]。
  - 2017年度からは56分繰り上がり19:00開始、『メッセージ』も19:56開始にそれぞれ繰り上がる。『生き物にサンキュー!!』は遅れネットに変更される。空いた21時台はTBS『スパニチ』枠で放送された単発特番などを放送。
  - 番組タイトルで使用ソング　あんどりいらんど。　「明るい歌。」
  - 2023年3月15日放送分をもって終了。2023年4月12日放送分からは『VOICE de GO!』にタイトルを変更してリニューアルした。

### VOICE21時代
- 本放送：毎月第4日曜 13:00 - 13:55 （2012年4月22日 - ）
- 再放送：毎月第3か第4金曜 9:55 - 10:55 （2012年6月22日 - ）

※2012年4月からの放送時間は、RSKの春の改編に伴い、それまでの水曜 19:00 - 19:55から移動となったものである。
※2012年3月までは、再放送も固定枠で行われていた。詳細は以下に記述。現在は次回放送日の前日までには再放送されている。
※地上アナログ放送において2010年4月から2011年7月のアナログ放送終了まで本放送は16:9レターボックスサイズでの放送となっていた（再放送はそれ以前から実施していた）。
※2013年12月7日放送の「番外編 1000回突破でお弁当を作っちゃいましたSP!」を最後に放送は休止状態となり、最終回の告知もなく、公式サイトの次回予告欄も「ただいま取材中です　次回の放送をお楽しみ」となっていた。その後2015年10月頃にはアドレスがそのまま維持されたまま、新番組『VOICE愛』のサイトとして一新された。『VOICE愛』も前番組同様に、2015年11月10日より通常火曜日深夜1:38よりに再放送が行われる（2015年11月10日の再放送は前時間に特番が編成されるため30分遅れ）。

### 過去
- 本放送：火曜 19:00 - 19:54　→　火曜 20:00 - 20:54 → 木曜 19:00 - 19:54 → 木曜 18:55 - 20:00 → 木曜 18:55 - 19:54 → 水曜 19:55 - 20:54 → 水曜 19:00 - 19:55
- 再放送：金曜 17:00 - 17:54 → 日曜 16:00 - 16:54 → 土曜 12:00 - 13:00 → 金曜 0:59 - 1:59（木曜深夜） → 木曜 23:59 - 翌0:59 → 水曜 0:20 - 1:20（火曜深夜）

※祝日や年末年始でも、編成の都合上再放送できなかった回やリクエストの多かった回の再放送を実施するほか、『VOICE21ザ・セレクション』としてリクエストの多かった回の再放送の集中放送を実施することもある。

### 新春スペシャル
毎年新春スペシャルを放送している。2009年まで元日の午後（主に『ニューイヤー駅伝』放送直後の枠、2007年は16:00 - 18:00）に2時間枠で放送されていた。
2010年以降は編成上の都合により、放送日や放送時間が変更されている。その変遷は以下の通り。
- 2010年には1月2日 13:45 - 14:49、14:55 - 16:00の2部構成で放送された（14:49 - 14:55は『山陽TVニュース』）。
- 2011年には1月2日 14:00 - 15:30の90分枠で放送された。
- 2012年には1月2日 17:00 - 18:15の75分枠で放送された。
- 2013年には1月3日 16:30 - 18:15の105分枠で放送された。

### 放送1000回スペシャル
2013年10月26日 14:00 - 15:24に放送1000回記念スペシャルが表町商店街から生放送された。歴代キャスターのうち男性は早田を除く全員、女性は奥富と大寺のみが出演した。

## 歴代のキャスター（レポーター）
初代女性キャスターの金岡晴美以外は、すべてRSKアナウンサー。ナレーションも兼任している。2009年4月以降はキャスターではなくてレポーターという肩書きとなっている。男女とも7代目以降は『VOICE愛』のレポーター。

### キャスター（レポーター）の変遷
| VOICE21      | VOICE21 | VOICE21    | VOICE21    |
| 期間         | 期間    | 男性       | 女性       |
| ------------ | ------- | ---------- | ---------- |
| 1989.4       | 1993.9  | 浜家輝雄   | （不在）   |
| 1993.10      | 1994.9  | 浜家輝雄   | 金岡晴美   |
| 1994.10      | 1997.3  | 浜家輝雄   | 奥富亮子   |
| 1997.4       | 2000.3  | 国司憲一郎 | 奥富亮子   |
| 2000.4       | 2003.3  | 早田和泰   | 奥富亮子   |
| 2003.4       | 2005.3  | 早田和泰   | 小林章子   |
| 2005.4       | 2007.3  | 米澤秀敏   | 小林章子   |
| 2007.4       | 2008.3  | 宮武将吾   | 小林章子   |
| 2008.4       | 2009.6  | 宮武将吾   | 今脇聡子   |
| 2009.7       | 2010.3  | 宮武将吾   | （不在）   |
| 2010.4       | 2011.3  | 宮武将吾   | 大寺かおり |
| 2011.4       | 2012.3  | 荻田幸稔   | 奥富亮子   |
| 2012.4       | 2013.10 | （不在）   | 奥富亮子   |
| VOICE愛      |         |            |            |
| 2015.10      | 2018.3  | 宮武将吾   | 田中愛     |
| 2018.4       | 2019.9  | 宮武将吾   | 千神彩花   |
| 2019.10      | 2021.3  | 竹内大樹   | 廣瀬麗奈   |
| 2021.4       | 2022.3  | 宮武将吾   | 谷口笑子   |
| 2022.4       | 2023.3  | 宮武将吾   | 岡田美奈子 |
| VOICE de GO! |         |            |            |
| 2023.4       | 現在    | 宮武将吾   | 岡田美奈子 |

女性キャスターは1993年10月から登場で、それまでは浜家が1人で担当していた。
今脇キャスター降板から大寺登板までは、奥富・小林・大寺を含むRSKの若手アナウンサーなどが準レギュラーという形で、宮武と共にレポーターを担当していた。2009年7月1日放送分（ボイス弾丸ツアー!　SA巡って目指せ“百万石の城下町 金沢”）では、同じTBS系列局である北陸放送（MRO）の福島彩乃が金沢での案内役として出演した。
宮武と大寺が2011年4月から『RSKイブニングニュース』のキャスターになるのに伴い、2011年4月13日放送分から番組初となる男女リポーターの同時交代が行われ、男性リポーターには大寺と同期入社の荻田が、女性リポーターには奥富が8年ぶりに復帰した。
5代目リポーターの宮武と大寺は、2011年5月以降『イブニングニュース』でもキャスターとしてコンビを組んでいた（4代目の米澤も現在イブニングニュースの木曜・金曜担当）。長年コンビを組んでいた濱家と奥富は、『イブニングニュース』だけでなく内包された夕方ワイド『イブニングワイド21』でもコンビを組んでいた。
※スペシャルや節目の回になると歴代のキャスターが登場することもある。

## 備考
- 番組で放送した内容から出版された書籍が数冊存在する。

『ハマイエ本』
1994年12月 出版:山陽放送 ISBN 978-4915752117
当時の出演者浜家輝雄の名から書名をつけた。現在は絶版。
石原正裕『岡山・香川ラーメン見聞録-Voice 21 (RSK books) 』
2002年5月 出版:山陽放送 ISBN 978-4906577910
当時VOICE21のディレクターをしていた石原は、「ゲリラうどん通ごっこ軍団」（通称「麺通団」）団長の田尾和俊に同団岡山支部長として任命されるほどのうどん好きとして知られるが、ラーメンにも造詣が深く、VOICE21ディレクター時代の取材経験も活かしてこの本を出版した。
ゲロリン・山吹あらら『ゲロリン・あららの飲んで食べれ場―おかやま編 』
2002年12月 出版:ソウルノート ISBN 978-4901987004
当時、同番組への登場が多くなっていた2人が著したガイドブック。VOICE21本編でも多数挿入された山吹あららのイラストが多数挿入されている。
その後、山吹あららは岡山市に本社のある「ドラッグストアザグザグ」のテレビコマーシャル向けイラストを担当、同局他で放送されている。
- 『恐るべきさぬきうどん』を全国区に押し上げるきっかけ（1994年4月12日放送『恐るべきさぬきうどん』）を制作し放送した番組として有名である。当時は「TJ KAGAWA」（当時は麺通団団長田尾和俊が編集長、あるいは同誌出版社であるホットカプセル社長などの立場でかかわっていた。現在は『恐るべきさぬきうどん』シリーズ書籍を含め、「株式会社あわわ」が出版事業を継承）と競うように、時にはコラボレーションして、多くの穴場うどん店を取り上げていった。この「書籍と並行して店舗を紹介する」企画は後に岡山ラーメンなど他ジャンルにおける穴場的外食店特集にも派生し、人気シリーズとなっている。当時の番組ディレクターは石原正裕であり、さぬきうどんの特集になると、個性的なキャラクターを発揮、顔出し出演を行うこともあった。

田尾がVOICE21に出演することもあれば、『TJ KAGAWA』のコーナー『ゲリラうどん通ごっこ』に石原が「I原D」（Dはディレクターの略）として登場することもあった。なお、「麺通団」団員「盛の大将」と石原が穴場うどん店を同行取材することもあった。
- かつて放送されていた時代劇『水戸黄門』（第30部）の岡山ロケは、この番組でも取り上げられており、その際に当時のキャスターだった早田と奥富が『水戸黄門』に台詞・クレジット付きで出演も果たしている。
- 2000年代初頭の頃（具体的な時期は不詳）、本番組が放送されている時間帯にRSKと同じく地元情報番組を放送していた中国放送（RCC）・テレビ山口（TYS）・あいテレビ（ITV）の中国・四国地方のTBS系民間テレビ放送局3社と共同で番組を放送することがあった。幹事局および送出元はRSKとRCCが交代で担当し、RSKが幹事局となる回は倉敷チボリ公園から生放送を実施した。2005年からは、中国放送（RCC）制作の『TIM神様の宿題』とコラボした番組、中四国拡大版 神様も!VOICEも!チョー○○てぇ!シリーズが上記3社で年に1回、2008年まで放送した。こちらの番組にはVOICE21（21は使わず）のテロップも使われていた。その後は、番組名を毎回変えて放送を続けている。
  - ちなみに2011年4月現在、中国・四国地方のTBS系列局で水曜19時台のローカル番組を放送しているのはRSKのみである。
- 木曜19時枠時代、『うたばん』の拡大スペシャル『とくばん』が1時間に短縮して放送されていた（『とくばん』以外の単発2時間特番についてはフルネット）。ただ、2006年12月14日放送分で年内の放送を終了したため、翌週21日は通常放送されない『徳光和夫の感動再会"逢いたい"』がレギュラー初放送された（過去の特番時を除く）。プロ野球ナイター中継やサッカー国際大会（キリンチャレンジカップやW杯関連など）の場合は休止になっていた。
- ほとんどの場合、当番組を卒業後は夕方の帯番組（現・『RSK4時なま』や『RSKイブニングニュース』）を受け持つことが多い。一方で小林のように夕方の帯番組から当番組を受け持つこともある。
- JNNネットワーク協議会賞の2002年第28回活動部門・放送関連活動奨励賞を、2008年第32回活動部門定時番組活動奨励賞を受賞。
- 2009年4月から1年間は、番組終了後にある次番組『水曜劇場』の予告が挿入されていた。ちなみに4 - 6月期に放送されていた『夫婦道』の主演である高畑淳子・武田鉄矢が「RSKをごらんの皆さん、『VOICE21』の後は『夫婦道』」というオリジナルの予告VTRが入れられていた。ちなみに高畑は香川県出身である。
- 基本はRSKのみで放送しているが、一部の放送回では他のJNN系列局でも単発でネットされることがある[14]。